# James William Denny
James William Denny (ur. 20 listopada 1838, zm. 12 kwietnia 1918 w Baltimore, Maryland) – amerykański polityk, działacz Partii Demokratycznej. Dwukrotnie, najpierw w latach 1899–1901 i ponownie w latach 1903–1905, był przedstawicielem czwartego okręgu wyborczego w stanie Maryland w Izbie Reprezentantów Stanów Zjednoczonych.